# Eberhard Vollnhofer
Eberhard Vollnhofer (* 20. Oktober 1934 in Stögersbach, Pfarre Bromberg; † 26. April 2019 in Ried im Innkreis) war 72. Propst und 14. Lateranensischer Abt des Stiftes Reichersberg.

## Leben
Franz Vollnhofer war der Sohn des Straßenarbeiters Josef und einer Hausfrau Anna Vollnhofer; er wuchs in der Buckligen Welt (Niederösterreich) auf, gemeinsam mit zwei Geschwistern. Nach der Volksschule in Bromberg trat er in das Knabenseminar Hollabrunn der Erzdiözese Wien ein. Schließlich schloss er 1954 das Gymnasium am Bundesgymnasium Wiener Neustadt ab.
Nach einem Semester an der damaligen Hochschule für Bodenkultur wurde Franz Vollnhofer am 13. März 1955 im Augustiner-Chorherrenstift Reichersberg eingekleidet und erhielt den Ordensnamen Eberhard. Nach dem Noviziat folgten die theologischen Studien an der Hauslehranstalt des Stiftes Klosterneuburg. 1959 legte er die Feierliche Profess ab und am 30. Juni 1960 wurde er zum Priester geweiht. Primiz feierte er in seiner Heimatpfarre Bromberg.

Es folgten weitere Semester des Studiums an der Hochschule für Bodenkultur – gleichzeitig war Vollnhofer Seelsorger der Katholischen Hochschuljugend und erhielt das Band mehrerer katholischer Studentenverbindungen –, ehe er 1962 zum Hofmeister des Stiftes ernannt wurde. Mit seinem erworbenen Wissen unterrichtete er in den 1960er Jahren bei den damaligen landwirtschaftlichen Lehrlingskursen im Stift. Für einige Jahre war er Novizenmeister. 

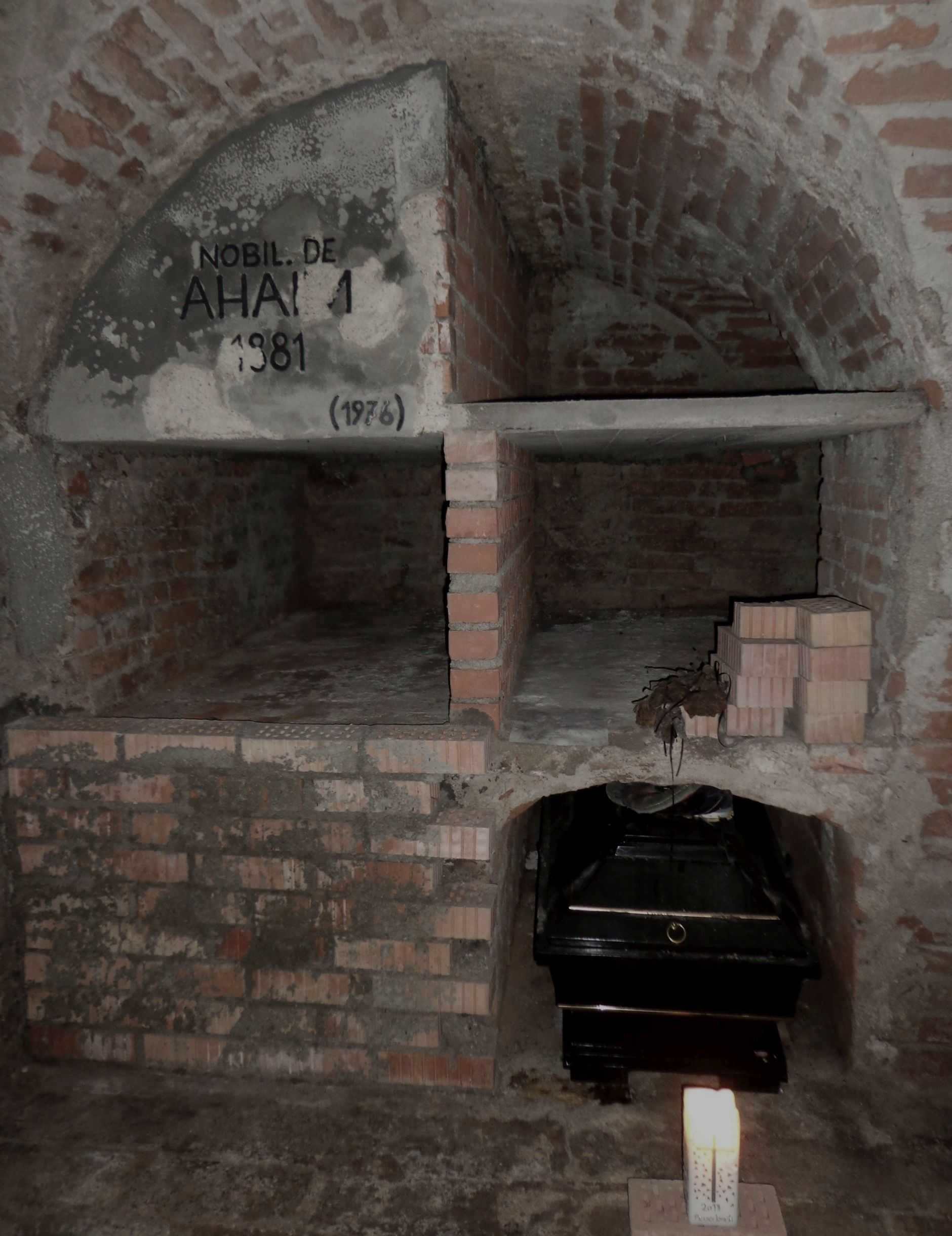
Pröpstegruft der Stiftskirche Reichersberg

1962 wurde er Kaplan in Lambrechten; zudem unterrichtete er an verschiedenen Schulen in der Umgebung des Stiftes Religion. Von 1970 bis 1984 war er Pfarrprovisor in Antiesenhofen und viele Jahre hindurch Dekanatsjugendseelsorger und geistlicher Assistent der Katholischen Frauenbewegung des Dekanates Altheim. Von 1990 bis 2015 war er Gefangenenseelsorger in der Justizanstalt Suben.
Am 11. Juni 1980 wurde Eberhard Vollnhofer zum 72. Propst des Stiftes Reichersberg gewählt. Die Diözese Linz ernannte ihn 1976 zum Geistlichen Rat und 1980 zum Konsistorialrat. Propst Eberhard führte das Stift vor allem in personeller Hinsicht zu einer neuen Blüte; in seiner Zeit erreichte der Konvent den personellen Höchststand seiner über 900-jährigen Geschichte. In seine Zeit als Propst fielen auch zwei oberösterreichische Landesausstellungen (1984 und 2004), die im Stift stattfanden und denen jeweils umfassende Sanierungs-, Renovierungs- und Revitalisierungsmaßnahmen vorausgingen. 
Propst Eberhard war ein beliebter Firmspender und ein gefragter Reiseleiter. Mit Vollendung seines 70. Lebensjahres legte er zu Jahresbeginn 2005 sein Amt als Propst nieder. 
Eberhard Vollnhofer wurde am 6. Mai 2019 in der Pröpstegruft der Stiftskirche Reichersberg bestattet.